# جو بيركت
جو بيركت هو سياسي أمريكي، ولد في 13 فبراير 1955 في شيكاغو في الولايات المتحدة. نشط حزبياً في الحزب الجمهوري.

## وصلات خارجية
- جو بيركت على موقع IMDb (الإنجليزية)
- جو بيركت على موقع قاعدة بيانات الفيلم (الإنجليزية)